# Formstøbning
Formstøbning, (fransk cire perdue, engelsk lost wax, tysk Feinguss), er en støbeteknik, hvor formen går tabt ved anvendelse. I antikken varierede processen fra støbning til støbning, men de enkelte trin i den benyttede proces var sædvanligvis standardiserede: Den oprindelige model erstattes først af en model af voks, og dernæst af bronze.
En voksform af en figur bliver støbt ind i gips; når gipsen er stivnet, varmes den op, således at voksen smelter og kan løbe ud af et hul. Det, der er tilbage, er et hulrum, der hvor voksformen var. Derefter hældes smeltet metal ind i gipsformens hulrum. Når metallet er stivnet og igen blevet til fast form, er støbningen færdig, og gipsen kan fjernes. Gipsforme kan kun benyttes til støbning af metaller og legeringer med relativt lav smeltetemperatur, eksempelvis bronze eller guld.
- Trin 1
- Trin 2
- Trin 3
- Trin 4
- Trin 5

## Eksterne links
- "Flash animation of lost-wax casting process" Arkiveret 14. september 2010 hos  Wayback Machine. James Peniston Sculpture. (engelsk)
- National Museum of Wildlife Art's Virtual Foundry Arkiveret 23. maj 2009 hos  Wayback Machine (engelsk)
- "Casting a Medal" Arkiveret 21. juni 2008 hos  Wayback Machine. Sculpture. Victoria and Albert Museum. (engelsk)
- Reconstructing the Bronze Age Trundholm Sun Chariot Arkiveret 11. oktober 2008 hos  Wayback Machine (engelsk)